# Carrer Major (Juneda)
El Carrer Major és una obra de Juneda (Garrigues) inclosa a l'Inventari del Patrimoni Arquitectònic de Catalunya.

## Descripció
És un carrer que va des de la plaça de l'església al carrer La Font. En ell hi desemboca el carrer del Forn i hi trobem La Botera. Forma un conjunt porxat de 31 arcades de pedra picada, repartides de manera desigual: 18 a una banda i 13 a l'altra. No totes tenen la mateixa estructura, ja que si bé predomina l'arc de mig punt, n'hi ha alguns que són apuntats i altres rebaixats. Sols un néix de terra, mentre que la resta reposen sobre pilastres amb capitells o impostes. Aquesta varietat de formes, com l'existència d'altres materials com el maó i l'arrebossat, respon a les distintes èpoques constructives. Entre els edificis que allotja aquest carrer podem esmentar l'ajuntament, la rectoria i s'hi observen diversos portals amb les llindes datades.

## Història
Aquest carrer sorgí cap a la segona meitat del segle xvi, degut al creixement de la població. D'aquesta època poca cosa en queda. Bàsicament està bastit per arcades del segle xvii i XVIII, i les de l'Ajuntament que són del segle xix. En un inici les millors famílies de la població hi buscaren un lloc per a establir-se, i ben aviat fou centre de la població en l'àmbit social, cultural i comercial com encara perviu. Al final d'aquest carrer hi havia hagut la creu de terme gòtica que avui es troba al cementiri.

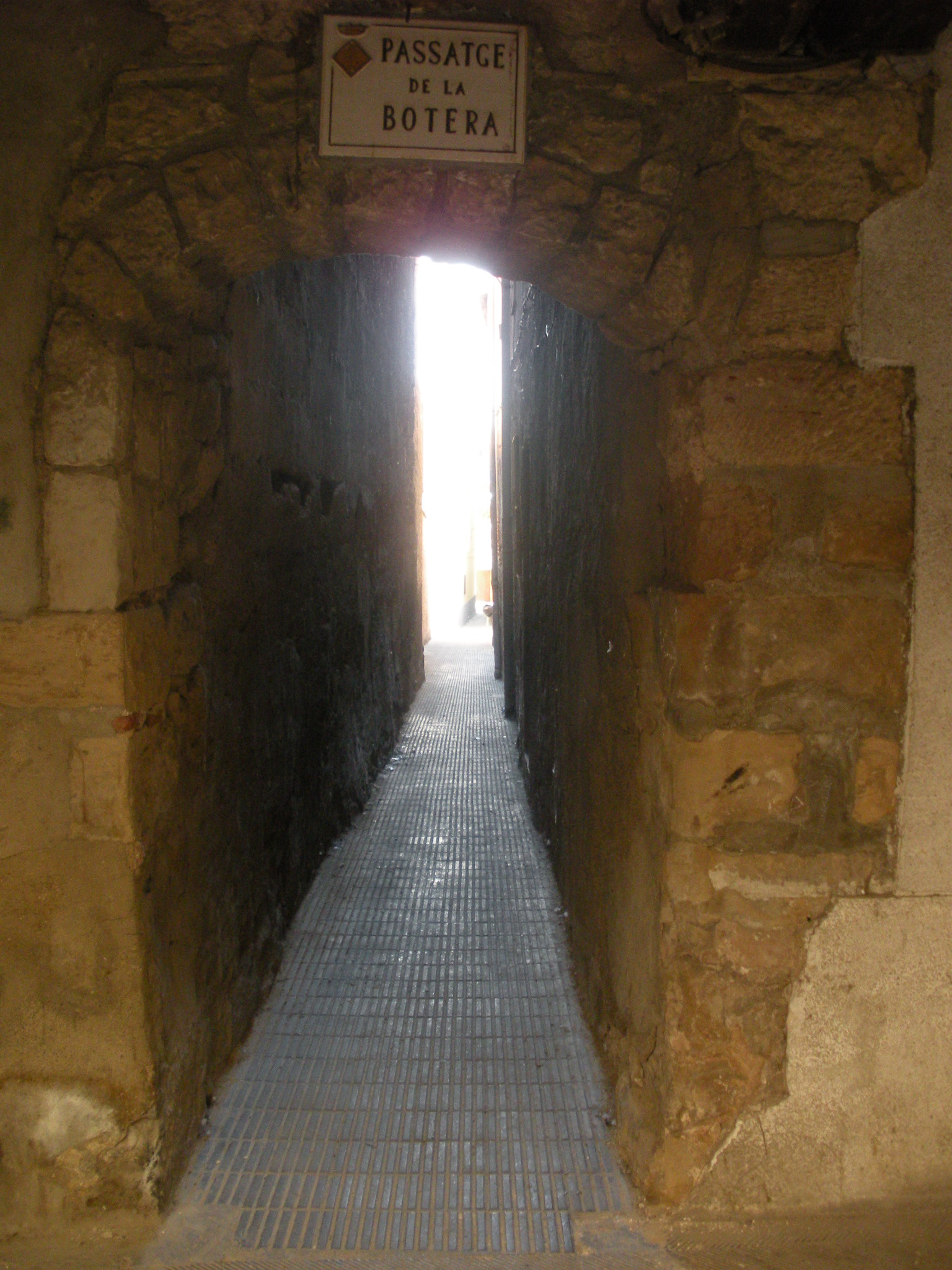
La Botera